# 8-Fenilteofilin
8-Fenilteofilin (8-fenil-1,3-dimetilksantin, 8-PT) je lek iz ksantinske familije koji deluje kao potentan i selektivan antagonist adenozinskih receptora A1 i A2A, ali za razliku od drugih derivata ksantina on nije inhibitor fosfodiesteraze. On ima stimulantno dejstvo u životinjskim studijama i sličnu potentnost sa kofeinom. 8-Fenilteofilin je isto tako potentan i selektivan inhibitor jetrenog enzima CYP1A2 zbog čeka je verovatno da uzrokuje nepoželjne interakcije sa drugim lekovima koje CYP1A2 normalno metaboliše.